# Человек из железа (фильм, 1972)
«Человек из железа» (кит. 仇連環 — Чоу Ляньхуань) — гонконгский фильм режиссёров Чжан Чэ и Пао Сюэли. Сиквел фильма «Боец из Шантуна».

## Сюжет
Один из районов Шанхая контролируют две банды. Босс одной банды — Цэн Баогэнь, второй — Юй Чжэньхэн. Однажды Юй Сяокай, сын босса Юй Чжэньхэна, играет в карты и проигрывает все деньги Чоу Ляньхуаню, человеку, у которого есть своя банда, состоящая из друзей. В тот же день Чоу влюбляется в девушку Сяокая Шэнь Цзюйфан. Юй Сяокай посылает своих людей, чтобы разобраться с Чоу, но терпит неудачу. Между тем, босс другой банды, Цэн Баогэнь, остаётся в тени, чтобы получить преимущества от противостояния другой банды с Чоу. Банда Юя идёт на уступки, и Чоу добивается успеха. Однако, у Юя возникают большие проблемы, а Чоу остаётся один. Всё заканчивается схваткой Чоу с бандой Цэн Баогэня.

## В ролях
| Актёр         | Роль                      |
| ------------- | ------------------------- |
| Чэнь Гуаньтай | Чоу Ляньхуань             |
| Цзин Ли       | Шэнь Цзюйфан              |
| Вон Чун       | Линь Гэншэн               |
| Чжу Му        | босс Цэн Баогэнь          |
| Тхинь Чхин    | Юй Сяокай                 |
| Ян Чжицин     | босс Юй Чжэньхэн          |
| Боло Йен      | Цзинь Сыху                |
| Ван Гуанъюй   | помощник Баогэня          |
| Лю Ган        | водитель Баогэня          |
| Лу Ди         | старый приятель Ляньхуаня |
| Чань Чхюнь    | телохранитель Баогэня     |

| Актёр        | Роль                       |
| ------------ | -------------------------- |
| Чён Кинпо    | помощник Баогэня           |
| Ён Чаклам    | старый приятель Ляньхуаня  |
| Пао Цзявэнь  | телохранитель босса Сяокая |
| Лён Сёнвань  | человек босса Сяокая       |
| Цзян Дао     | телохранитель босса Сяокая |
| Хо Кон       | старый приятель Ляньхуаня  |
| Ван Ханьчэнь | старый приятель Ляньхуаня  |
| Ли Миньлан   | телохранитель босса Сяокая |
| Сам Лоу      | игрок                      |
| Цай Ваньпин  | проститутка                |
| Лу Вэй       | игрок                      |